# رودولف برانت
رودولف برانت (به آلمانی: Rudolf Brandt) (زاده ۲ ژوئن ۱۹۰۹ – مرگ ۲ ژوئن ۱۹۴۸) یک حقوقدان آلمانی و تا می ۱۹۴۵ معاون هیملر بود. وی در ۲ ژوئن ۱۹۴۸ با طناب دار اعدام شد.